# Val-de-Saâne
Val-de-Saâne est une commune française située dans le département de la Seine-Maritime, en région Normandie.

## Géographie

### Localisation
| Saâne-Saint-Just Le Torp-Mesnil | Auzouville-sur-Saâne       | Saint-Pierre-Bénouville Beauval-en-Caux |
| Imbleville La Fontelaye         | Val-de-Saâne               | Belleville-en-Caux Saint-Vaast-du-Val   |
| Bourdainville                   | Ancretiéville-Saint-Victor | Bertrimont                              |

Commune du pays de Caux.

### Hydrographie
La commune est située dans le bassin Seine-Normandie. Elle est drainée par la Saâne et un autre petit cours d'eau.
La Saâne, d'une longueur de 40 km, prend sa source dans la commune de Yerville et se jette dans la Manche en limite des communes de Sainte-Marguerite-sur-Mer et de Quiberville-sur-Mer, après avoir traversé 24 communes. Les caractéristiques hydrologiques de la Saâne sont données par la station hydrologique située sur la commune. Le débit moyen mensuel est de 0,464 m3/s. Le débit moyen journalier maximum est de 7,51 m3/s, atteint lors de la crue du 26 décembre 1999. Le débit instantané maximal est quant à lui de 21,5 m3/s, atteint le même jour.

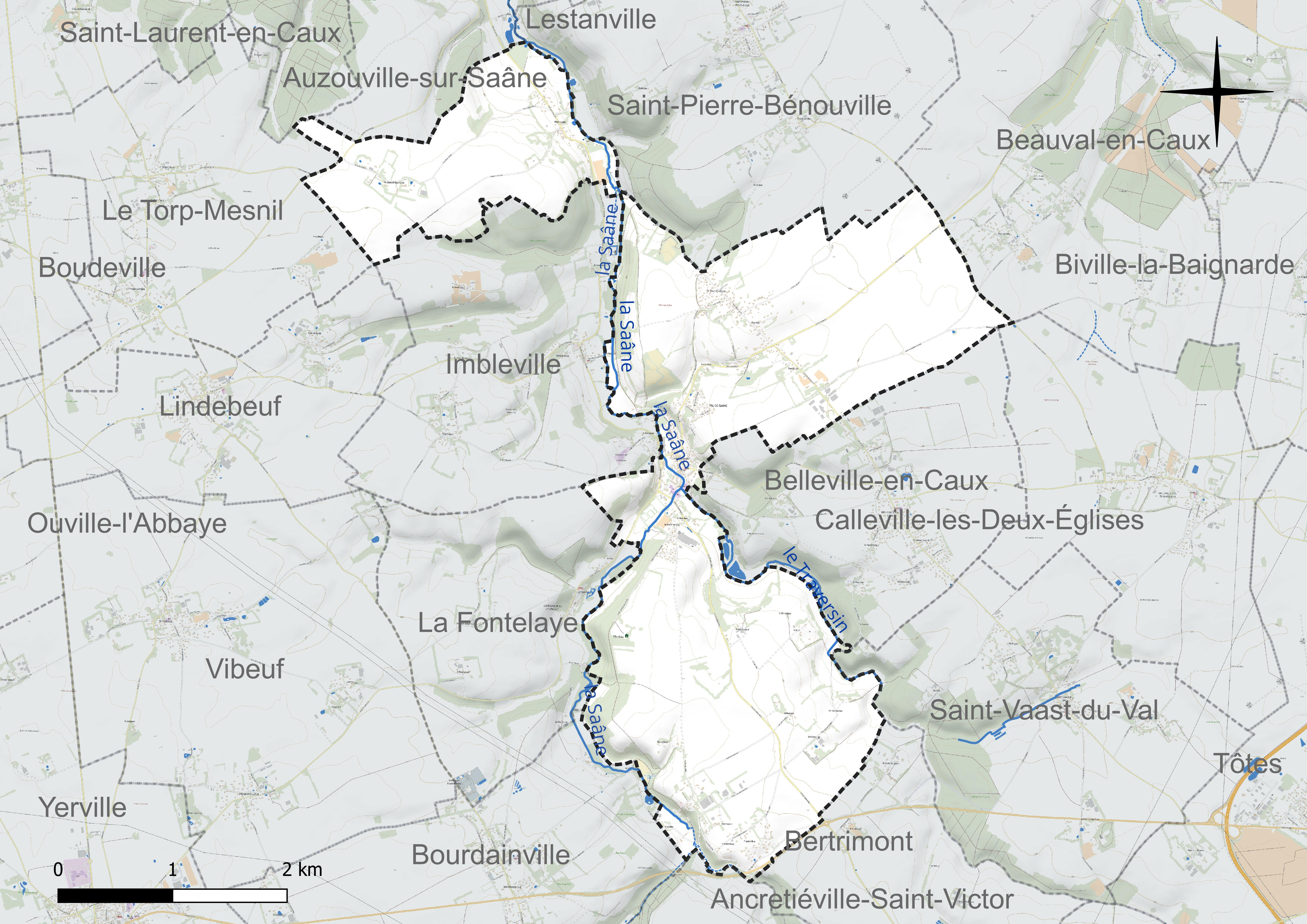
Réseau hydrographique de Val-de-Saâne.

### Climat
Pour des articles plus généraux, voir Climat de la Normandie et Climat de la Seine-Maritime.
En 2010, le climat de la commune est de type climat océanique altéré, selon une étude du CNRS s'appuyant sur une série de données couvrant la période 1971-2000. En 2020, Météo-France publie une typologie des climats de la France métropolitaine dans laquelle la commune est exposée à un climat océanique et est dans la région climatique Côtes de la Manche orientale, caractérisée par un faible ensoleillement (1 550 h/an) ; forte humidité de l’air (plus de 20 h/jour avec humidité relative > 80 % en hiver), vents forts fréquents. Parallèlement le GIEC normand, un groupe régional d’experts sur le climat, différencie quant à lui, dans une étude de 2020, trois grands types de climats pour la région Normandie, nuancés à une échelle plus fine par les facteurs géographiques locaux. La commune est, selon ce zonage, exposée à un « climat maritime », correspondant au Pays de Caux, frais, humide et pluvieux, légèrement plus frais que dans le Cotentin.
Pour la période 1971-2000, la température annuelle moyenne est de 10,4 °C, avec une amplitude thermique annuelle de 13,6 °C. Le cumul annuel moyen de précipitations est de 866 mm, avec 13,2 jours de précipitations en janvier et 8,5 jours en juillet. Pour la période 1991-2020, la température moyenne annuelle observée sur la station météorologique la plus proche, située sur la commune d'Ectot-lès-Baons à 13 km à vol d'oiseau, est de 10,8 °C et le cumul annuel moyen de précipitations est de 905,5 mm,. Pour l'avenir, les paramètres climatiques de la commune estimés pour 2050 selon différents scénarios d'émission de gaz à effet de serre sont consultables sur un site dédié publié par Météo-France en novembre 2022.

## Urbanisme

### Typologie
Au 1er janvier 2024, Val-de-Saâne est catégorisée commune rurale à habitat dispersé, selon la nouvelle grille communale de densité à sept niveaux définie par l'Insee en 2022.
Elle est située hors unité urbaine. Par ailleurs la commune fait partie de l'aire d'attraction de Rouen, dont elle est une commune de la couronne,. Cette aire, qui regroupe 317 communes, est catégorisée dans les aires de 200 000 à moins de 700 000 habitants,.

### Occupation des sols
L'occupation des sols de la commune, telle qu'elle ressort de la base de données européenne d’occupation biophysique des sols Corine Land Cover (CLC), est marquée par l'importance des territoires agricoles (92,3 % en 2018), en augmentation par rapport à 1990 (90,9 %). La répartition détaillée en 2018 est la suivante : 
terres arables (59,8 %), prairies (29,5 %), forêts (4,6 %), zones urbanisées (3,1 %), zones agricoles hétérogènes (3 %). L'évolution de l’occupation des sols de la commune et de ses infrastructures peut être observée sur les différentes représentations cartographiques du territoire : la carte de Cassini (XVIIIe siècle), la carte d'état-major (1820-1866) et les cartes ou photos aériennes de l'IGN pour la période actuelle (1950 à aujourd'hui).

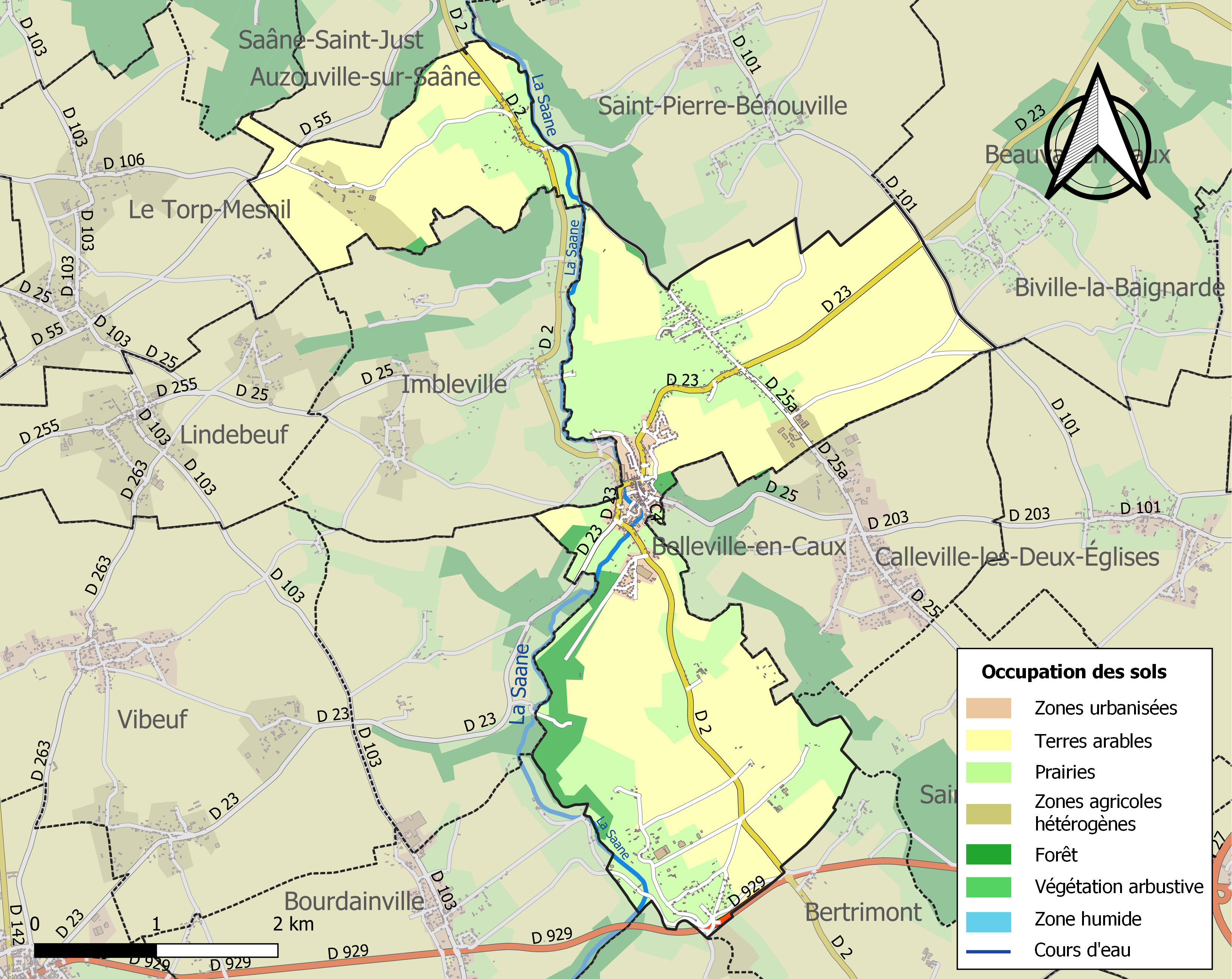
Carte des infrastructures et de l'occupation des sols de la commune en 2018 (CLC).

## Toponymie
Val de Sâane est une commune créée par la réunion des communes d'Anglesqueville-sur-Saâne, Varvannes, Eurville et Thièdeville, par arrêté préfectoral du 24 janvier 1964.. Ce nom fut choisi parmi 6 noms proposés par le journaliste, auteur, conteur, Jehan Lepovremoyne qui proposa également : Saâneville, Villeneuve sur Saâne, Grouepville, Fusionville, Maireville.
Le nom de la commune rappelle son implantation géographique dans la vallée de la  Saâne, un fleuve côtier français, dans le département de la Seine-Maritime, en région Normandie, qui se jette dans la Manche.
Le nom de Saâne est attesté sous la forme "Sedana" dès 830 et basé sur une racine hydronymique indoeuropéène "set-sed" à mettre en relation avec le nom de la rivière voisine la Scie, primitivement Seda. Ailleurs en Europe avec la Siede affluent de la Weser.
Le second élément pourrait être l'élément "ana", attesté sous la forme "anam" dans le glossaire d'Endlicher, et traduit par le latin paludem « marais ». Ce mot est donné dans ce glossaire comme « celtique ». En 1837, une ordonnance royale de Louis-Philippe établit le règlement de la Saâne.

## Histoire
La commune de Val-de-Saâne s'est constituée le 1er février 1964 par la fusion de quatre anciennes communes :
- Anglesqueville-sur-Saâne ;
- Eurville ;
- Thièdeville ;
- Varvannes.

## Politique et administration
| Période                                  | Période                    | Identité          | Étiquette | Qualité                                                                      |
| ---------------------------------------- | -------------------------- | ----------------- | --------- | ---------------------------------------------------------------------------- |
| Les données manquantes sont à compléter. |                            |                   |           |                                                                              |
| février 1964                             |                            | Daniel Boucour    |           | Boucher Maire d'Anglesqueville-sur-Saâne ( ? → 1964) Décédé en fonction      |
|                                          | 2002                       | Michel Benet      | DVD       | Conseiller général de Tôtes (1985 → 2002) Décédé en fonction                 |
| août 2002                                | mai 2020                   | Norbert Gainville | DVD       |                                                                              |
| mai 2020,                                | En cours (au 11 août 2020) | Gilles Paumier    |           | Vice-président de la CC Terroir de Caux (2017 → ) Chef d'entreprise retraité |

## Démographie

### Évolution démographique
L'évolution du nombre d'habitants est connue à travers les recensements de la population effectués dans la commune depuis 1793. Pour les communes de moins de 10 000 habitants, une enquête de recensement portant sur toute la population est réalisée tous les cinq ans, les populations de référence des années intermédiaires étant quant à elles estimées par interpolation ou extrapolation. Pour la commune, le premier recensement exhaustif entrant dans le cadre du nouveau dispositif a été réalisé en 2005.

En 2022, la commune comptait 1 468 habitants, en évolution de −1,41 % par rapport à 2016 (Seine-Maritime : +0,35 %, France hors Mayotte : +2,11 %).
| 1793 | 1800 | 1806 | 1821 | 1831 | 1836 | 1841 | 1846 | 1851 |
| ---- | ---- | ---- | ---- | ---- | ---- | ---- | ---- | ---- |
| 360  | 379  | 379  | 406  | 483  | 495  | 468  | 451  | 420  |

| 1856 | 1861 | 1866 | 1872 | 1876 | 1881 | 1886 | 1891 | 1896 |
| ---- | ---- | ---- | ---- | ---- | ---- | ---- | ---- | ---- |
| 390  | 451  | 416  | 390  | 339  | 361  | 323  | 341  | 292  |

| 1901 | 1906 | 1911 | 1921 | 1926 | 1931 | 1936 | 1946 | 1954 |
| ---- | ---- | ---- | ---- | ---- | ---- | ---- | ---- | ---- |
| 300  | 276  | 246  | 254  | 248  | 234  | 243  | 257  | 291  |

| 1962 | 1968 | 1975  | 1982  | 1990  | 1999  | 2005  | 2006  | 2010  |
| ---- | ---- | ----- | ----- | ----- | ----- | ----- | ----- | ----- |
| 245  | 707  | 1 027 | 1 214 | 1 257 | 1 330 | 1 342 | 1 330 | 1 445 |

| 2015  | 2020  | 2022  | - | - | - | - | - | - |
| ----- | ----- | ----- | - | - | - | - | - | - |
| 1 478 | 1 484 | 1 468 | - | - | - | - | - | - |

## Culture locale et patrimoine

### Lieux et monuments
- église Saint-Wandrille à Anglesqueville
- église Saint-Nicaise à Thièdeville
- fontaine Saint-Sulpice
- église d'Eurville
- château de Varvannes
- château du Mesnil-Mascarel
- ancienne gare du chemin de fer de Normandie

### Héraldique
| Armes de Val-de-Saâne | Les armes de la commune de Val-de-Saâne se blasonnent ainsi : De gueules à la croix d'or chargée d'un écusson de sinople surchargé d'un cœur sommé à dextre des tête et cou d'un coq issant et à senestre d'un panache en forme de croissant versé le tout d'or, la croix cantonnée en 1 et 2 d'une fleur de lis, en 3 d'une coquille et en 4 d'une rose, le tout d'argent. Blason composé et enregistré par le Conseil Français d'Héraldique en 2009. |

### Personnalités liées à la commune
Jehan Lepovremoyne, journaliste, conteur, écrivain normand ayant proposé la dénomination actuelle de la commune.
Daniel Boucour, maire initiateur de la fusion.
Arnoult Reynold : Peintre, né le 7 décembre 1919 au Havre et mort le 23 mai 1980 à Paris. Enfant prodige, il fait sa premier exposition à Rouen à l'âge de neuf ans. En 1933, son ami Jacques-Émile Blanche réalise son portrait (conservé au musée des Beaux-Arts de Rouen). En 1939, il réside également à Varvannes aujourd'hui intégrée à la commune de Val-de-Saâne où ses parents demeuraient. Il côtoie à Paris Jean Lecanuet qu'il avait connu lycée Pierre-Corneille. Il devient directeur d'une école d'art à Dallas au Texas en 1949. Il sera directeur des Galeries du Grand-Palais de 1965 à 1980. Il est conservateur du musée Malraux entre 1952 et 1965.[réf. souhaitée]